# Annosław
Annosław [pronunciación en polaco: /anˈnɔswaf/] es un pueblo ubicado en el distrito administrativo de Gmina Regnów, dentro del condado de Rawa, Voivodato de Łódź, en el centro de Polonia. Se encuentra a unos 4 kilómetros al noreste de Regnów, a 13 kilómetros al este de Rawa Mazowiecka, y a 67 kilómetros al este de la capital regional Łódź.